# Gnathophis longicauda
Gnathophis longicauda is een straalvinnige vissensoort uit de familie van zeepalingen (Congridae). De wetenschappelijke naam van de soort is voor het eerst geldig gepubliceerd in 1888 door Ramsay & Ogilby.